# Syncoelium filiferum
Syncoelium filiferum är en plattmaskart. Syncoelium filiferum ingår i släktet Syncoelium och familjen Syncoeliidae. Inga underarter finns listade i Catalogue of Life.